# دانه‌بندی خاک

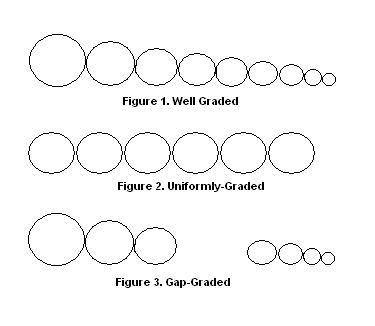
دسته‌بندی انواع دانه‌بندی خاک. از بالا به ترتیب، خوب دانه‌بندی شده، دانه‌بندی یکنواخت و دانه‌بندی دارای شکاف

دانه‌بندی خاک به عمل دسته‌بندی دانه‌های خاک گفته می‌شود. خاک‌ها براساس نتایج بدست آمده از دانه‌بندی یا اندازه‌های مختلف دانه‌هایشان، رتبه‌بندی می‌شوند عمل دانه‌بندی خاک از بخش‌های مهم مکانیک خاک به ویژه مهندسی خاک و پی است چون اندازهٔ دانه‌های خاک آشکارا بر رفتار خاک و ویژگی‌های آن مانند مقاومت برشی، تراکم پذیر بودن، توانایی آن در عبوردهی مایعات و ... تأثیر می‌گذارد. در طراحی، معمولاً تأثیر نوع دانه‌بندی خاک محل پروژه بر توانایی زهکشی آن در نظر گرفته می‌شود. خاک بد دانه‌بندی شده نسبت به خوب دانه‌بندی، معمولاً توانایی بیشتری در زهکشی آب دارد.
خاک‌ها را از نظر دانه‌بندی به دو دستهٔ خوب دانه‌بندی شده (Well Graded) و بد دانه‌بندی شده تقسیم می‌کنند. خاک‌های بد دانه‌بندی شده خود به دو دستهٔ یکنواخت‌دانه‌بندی شده (Uniformly-Graded) و دانه‌بندی دارای شکاف (Gap-Graded) تقسیم می‌شود.
دانه‌بندی خاک ب خاک بر اساس دستور کار سامانهٔ اتحادیه دسته‌بندی خاک یا سامانهٔ دسته‌بندی خاک آشتو  (AASHTO) صورت می‌گیرد. به این ترتیب که اندازهٔ دانه‌های خاک و توزیع آن را بدست می‌آورند و منحنی نتایج آزمون‌های آزمایشگاهی را رسم می‌کنند. سپس ضریب‌های یکنواختی Cu و انحنا Cc را بدست می‌آورند و آن‌ها را با حدهای دانه‌بندی که در دسترس است مقایسه می‌کنند.

## انواع دانه‌بندی خاک
دانه‌بندی خاک یک نوع دسته‌بندی توزیع بزرگی دانه‌های خاک است. خاک‌های درشت دانه مانند شن و ماسه می‌توانند خوب دانه‌بندی شده یا بد دانه‌بندی شده باشند. بد دانه‌بندی شده را می‌توان بیشتر به دو گروه یکنواخت دانه‌بندی شده و دانه‌بندی دارای شکاف تقسیم کرد. خاک‌های ریزدانه مانند لای و رس را بر اساس حدود اتربرگ‌شان گروه‌بندی می‌کنند.

### خوب دانه‌بندی شده
یک خاک خوب دانه‌بندی شده، خاکی است که محدودهٔ وسیعی از اندازه‌ها را دربر داشته باشد و تقریباً از هر اندازه دانه‌ای میان الک شمارهٔ ۴ تا الک شمارهٔ ۲۰۰ در آن یافت شود. شن خوب دانه‌بندی شده را با GW و ماسهٔ خوب دانه‌بندی شده را با SW نمایش می‌دهند.

### بد دانه‌بندی شده
خاک بد دانه‌بندی شده، خاکی است که نتوان در آن تمام اندازه دانه‌ها میان الک شمارهٔ ۴ تا الک شمارهٔ ۲۰۰ را پیدا کرد. خاک‌های بد دانه‌بندی شده معمولاً یا به صورت یکنواخت دانه‌بندی شده‌اند یا شکافی در منحنی دانه‌بندی آن‌ها وجود دارد. شن بد دانه‌بندی شده را با GP و ماسهٔ بد دانه‌بندی شده را با SP نمایش می‌دهند. احتمال داشتن مشکلاتی چون روان‌گرایی خاک، در خاک‌های بد دانه‌بندی شده بیشتر است.
خاک یکنواخت دانه‌بندی شده، خاکی است که در آن بیشتر دانه‌ها اندازه‌ای یکسان دارند. مانند خاکی که در آن فقط ماسه با اندازهٔ الک شماره ۲۰ پیدا شود.
خاک با دانه‌بندی دارای شکاف، خاکی است که در آن یک سری اندازه از دانه‌ها را زیادی دارد یا اصلاً ندارد (کمبود دارد) یا خاکی است که حداقل یک اندازه دانه را نداشته باشد. مثلاً خاکی که همهٔ اندازه‌ها به جز ماسهٔ اندازهٔ ۱۰ را داشته باشد دانه‌بندی اش دارای شکاف است.

### فرایند دانه‌بندی خاک
فرایند دانه‌بندی خاک بر اساس دستور کار سامانهٔ اتحادیه دسته‌بندی خاک یا سامانهٔ دسته‌بندی خاک آشتو صورت می‌گیرد. مرحله‌های دانه‌بندی خاک عبارتند از جمع‌آوری داده‌ها، محاسبهٔ ضریب‌های یکنواختی و انحنا، و دانه‌بندی خاک بر اساس معیارهای داده شدهٔ دانه‌بندی.

### جمع‌آوری داده‌ها
دانه‌بندی خاک براساس بررسی نتایج آزمون‌های الک و آب‌سنجی بدست می‌آید.
الک‌های ویژهٔ دانه‌بندی دارای سوراخ‌هایی مربعی با اندازهٔ دقیق و فاصلهٔ مشخص اند که این اندازه‌ها و فاصله‌ها بیانگر شمارهٔ الک است. در آزمون الک، نمونهٔ خاک را بر روی این الک‌های ویژه تکان می‌دهند (الک می‌کنند). ترتیب گذاشتن الک‌ها از درشت به ریز است؛ با اندازه‌گیری وزن دانه‌های باقی‌مانده روی هر الک و مقایسهٔ وزن آن با وزن کل نمونهٔ الک شده، درصد اندازه دانه‌های مختلف در خاک بدست می‌آید. پس از آن منحنی دانه‌بندی خاک کشیده می‌شود.
در آزمون آب‌سنجی یک نمونه خاک ریزدانه را رها می‌کنند تا در یک مایع لزج ته‌نشین شود. این روش بر پایهٔ قوانین استوکس است. بزرگی قطر دانه‌ها بوسیلهٔ زمان و فاصله‌ای مشخص که در آن دانه‌ها معلق مانده‌اند محاسبه می‌شود. این روش فقط برای دانه‌های بسیار ریز خاک کاربرد دارد.

### محاسبهٔ ضریب‌های یکنواختی و انحنا
برای محاسبهٔ ضریب‌های یکنواختی و انحنا، باید قطر دانه‌های خاک را نیز داشته باشیم. قطر دانه‌ها را می‌توان با داشتن درصد خاکی که از هر الک عبور می‌کند بدست آورد. به عبارت دیگر اگر ۴۰٪ نمونه از روی الک شمارهٔ ۲۰# باقی‌ماند، یعنی ۶۰ درصد آن‌ها قطری کمتر از قطر سوراخ‌های الک شمارهٔ ۲۰# دارند.
ضریب یکنواختی، Cu از رابطهٔ زیر بدست می‌آید:
{\displaystyle C_{u}={\frac {D_{60}}{D_{10}}}}
رابطهٔ ضریب انحنا، Cc عبارت است از:
{\displaystyle C_{c}={\frac {(D_{30})^{2}}{D_{10}\times \ D_{60}}}}
در دو رابطهٔ بالا:
1. D60 قطر بزرگترین دانه‌ای است که می‌تواند از الکی که ۶۰ درصد دانه‌ها از آن عبور کرده‌اند رد شود.
2. D30 قطر بزرگترین دانه‌ای است که می‌تواند از الکی که ۳۰ درصد دانه‌ها از آن عبور کرده‌اند رد شود.
3. D10 قطر بزرگترین دانه‌ای است که می‌تواند از الکی که ۱۰ درصد دانه‌ها از آن عبور کرده‌اند رد شود.

آنگاه که ضریب‌های یکنواختی و انحنا بدست آمد، آن‌ها را باید با معیارهای دانه بندی مقایسه کرد.

### معیارهای دانه‌بندی خاک
از سوی اتحادیهٔ سامانهٔ دسته‌بندی خاک، معیارهای زیر برای دانه‌بندی داده شده‌است: شن را در صورتی می‌توان در دستهٔ خوب دانه‌بندی شده یا GW قرار داد که هر دو عبارت زیر برای آن برقرار باشد:

{\displaystyle 4<C_{u}} و {\displaystyle 1<C_{c}<3}
اگر یکی از دو مورد بالا برای شن برقرار نبود آن شن در دستهٔ بد دانه‌بندی شده یا GP قرار می‌گیرد.
ماسه را در صورتی می‌توان در دستهٔ خوب دانه‌بندی شده یا SW قرار داد که هر دو عبارت زیر برای آن برقرار باشد:

{\displaystyle 6<C_{u}} و {\displaystyle 1<C_{c}<3}
اگر یکی از دو معیار بالا برای ماسه برقرار نباشد ماسه از نوع بد دانه‌بندی شده یا SP است.

### اهمیت
در مهندسی خاک و پی، دانه‌بندی خاک از اهمیت بالایی برخوردار است، چون بوسیلهٔ آن می‌توان برآوردی از دیگر ویژگی‌های مهندسی خاک مانند تراکم پذیری، مقاومت برشی و هدایت هیدرولیکی بدست آورد.
در طراحی، دانه‌بندی خاک محل پروژه، توانایی خاک را در زهکشی آب در آن محل نشان می‌دهد؛ یک خاک بد دانه‌بندی شده، توان زهکشی بهتری نسبت به خاک خوب دانه‌بندی شده از خود نشان می‌دهد، چون در بد دانه‌بندی شده، فضاهای خالی بیشتری وجود دارد.
برای پروژه‌هایی مانند احداث بزرگراه یا بنای یک سد خاکی، نسبت به بد دانه‌بندی شده، خاک خوب دانه‌بندی شده را بهتر می‌توان متراکم کرد. برای چنین سازه‌های ویژه‌ای پیش از هر کار باید ویژگی‌های خاک محل را بررسی کرد و دید که آیا نیازهای آن پروژه را می‌تواند تأمین کند یا خیر.
پس از آنکه گزینه‌های بهسازی خاک بدست آمد، آنگاه دانه بندی خاک را با معیارها مربوط کنترل می‌کنند.